# Козьле (Великопольське воєводство)
Козьле (пол. Koźle) — село в Польщі, у гміні Шамотули Шамотульського повіту Великопольського воєводства.
Населення — 350 осіб (2011).
У 1975-1998 роках село належало до Познанського воєводства.

## Демографія
Демографічна структура станом на 31 березня 2011 року:
|          | Загалом | Допрацездатний вік | Працездатний вік | Постпрацездатний вік |
| -------- | ------- | ------------------ | ---------------- | -------------------- |
| Чоловіки | 181     | 37                 | 120              | 24                   |
| Жінки    | 169     | 25                 | 103              | 41                   |
| Разом    | 350     | 62                 | 223              | 65                   |